# Craspedochelys
Craspedochelys — викопний рід прихованошийних черепах родини Plesiochelyidae. Вид існував у кінці юрського періоду, 151—145 млн років тому. Скам'янілі рештки представників роду знайдені у Західній Європі.

## Види
- Craspedochelys jaccardi
- Craspedochelys picteti